# Nokia 7900
Nokia 7900 — мобільний телефон, вироблений компанією Nokia, що був анонсований 7 серпня 2007 року. Продовження лінійки «Prism».

## Опис
Іміджевий апарат Nokia 7900 Prism, виконаний у форм-факторі моноблок з незвичайним дизайном, оснащений вбудованою 2-мегапіксельною камерою, дисплеєм, здатним відображати до 16.7 мільйонів кольорів. Також Prism підтримує стандарти передачі EDGE, GPRS.

## Характеристики
- Стандарти: GSM/EDGE 850/900/1800/1900, UMTS 900/2100
- Екран: OLED, 16 млн квітів, 240 х 320 пікселів, діагональ 2 "
- Бездротові інтерфейси: Bluetooth ver. 2,EDGE.
- Проводове підключення: microUSB ver. 2.0
- Фото/Відеокамера: 2 Мпікс з 4-кратним зумом та можливістю запису відеороликів
- Мультимедіа: програвач цифрового аудіо
- Пам'ять: 1 ГБ вбудованої динамічно розподіленої пам'яті; немає підтримки знімних карт пам'яті
- Процесор: 320 МГц
- Слоти розширення: відсутні
- Операційна система: Series 40
- Батарея: Сурмний літій-іонний акумулятор ємністю 1000 мАг
- Час роботи при розмові: 4 год
- Час автономної роботи: від 3 до 12 днів[3]